# Spedizione Vega

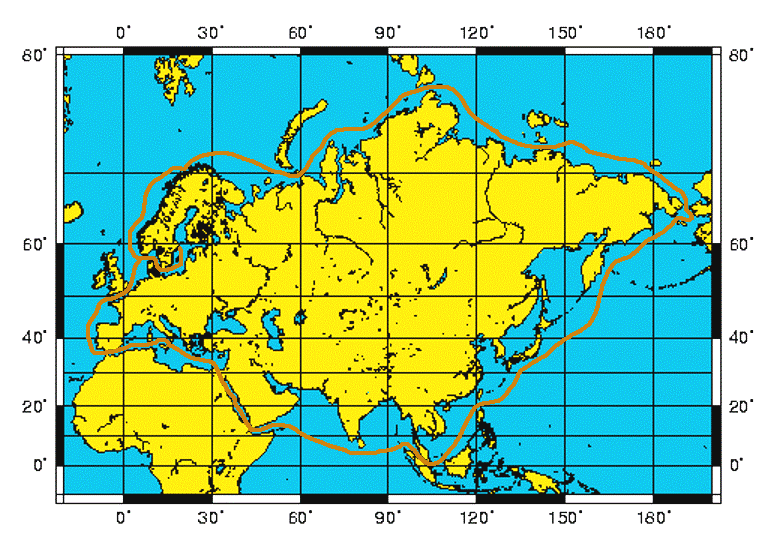
La rotta della spedizione Vega

La spedizione Vega (in svedese Vegaexpeditionen; in russo Экспедиция Норденшёльда?, Ekspedicija Hordenšël'da) del 1878-1880, dal nome della SS Vega e sotto la guida dell'esploratore svedese-finlandese Adolf Erik Nordenskiöld, fu la prima spedizione artica a navigare attraverso il passaggio a nord-est, la rotta marittima tra Europa e Asia attraverso l'Oceano Artico e il primo viaggio per circumnavigare l'Eurasia. Nonostante i numerosi ostacoli e problemi sorti lungo il percorso, la spedizione si concluse con successo ed è stata riconosciuta come uno dei risultati più eccezionali della scienza svedese.

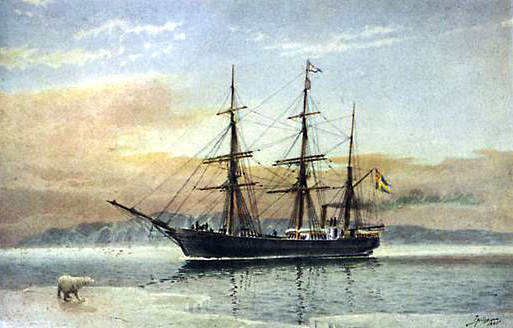
la SS Vega di Nordenskiöld

## Preparativi
Nordenskiöld aveva già condotto una serie di spedizioni nell'Artico: verso le Svalbard, la Groenlandia occidentale, il Mare di Kara e il fiume Enisej. Nel 1877 iniziò a pianificare la spedizione per trovare il passaggio a Nord-Est e in luglio presentò un piano dettagliato al re Oscar II, che accettò la proposta. Ulteriori fondi furono forniti dai membri della Società svedese di antropologia e geografia e della Reale società di scienze e lettere di Göteborg, nonché da privati, in particolare dall'industriale e filantropo svedese Oscar Dickson (1823-1897) e dall'industriale russo Aleksandr Sibirjakov (1849-1933).
Il brigantino Vega, costruito nel 1872 a Bremerhaven come nave da caccia e baleniera, fu acquistato per la spedizione e fu convertito nei cantieri navali di Karlskrona, nel Blekinge, in Svezia, con finanziamenti governativi. Sibirjakov equipaggiò anche un'altra nave a vapore, la Lena, che avrebbe accompagnato la spedizione fino al fiume Lena nella Siberia Orientale.

## Membri della spedizione
Louis Palander (1842-1920) fu nominato capitano della spedizione. Palander era un ufficiale della marina svedese e un marinaio esperto che aveva già effettuato diversi viaggi nell'Artico e aveva precedentemente partecipato ad altre spedizioni di Nordenskiöld. 
La spedizione comprendeva scienziati, ufficiali e un equipaggio di 21 uomini. Membri noti del team internazionale includevano:
- Ernst Almquist, medico, botanico e lichenologo svedese
- Karl Johan Andersson, xilografo e pittore svedese
- Giacomo Bove, maestro di vela italiano, responsabile dei cronometri marini, fece le osservazioni astronomiche necessarie per fissare la posizione della nave
- Andreas Peter Hovgaard, ufficiale della marina danese, esploratore e meteorologo, responsabile delle osservazioni meteorologiche e magnetiche
- Frans Reinhold Kjellman, botanico svedese
- Oscar Frithiof Nordquist, idrografo e zoologo finlandese, interprete dalla lingua russa
- Anton Stuxberg, zoologo svedese

## Spedizione

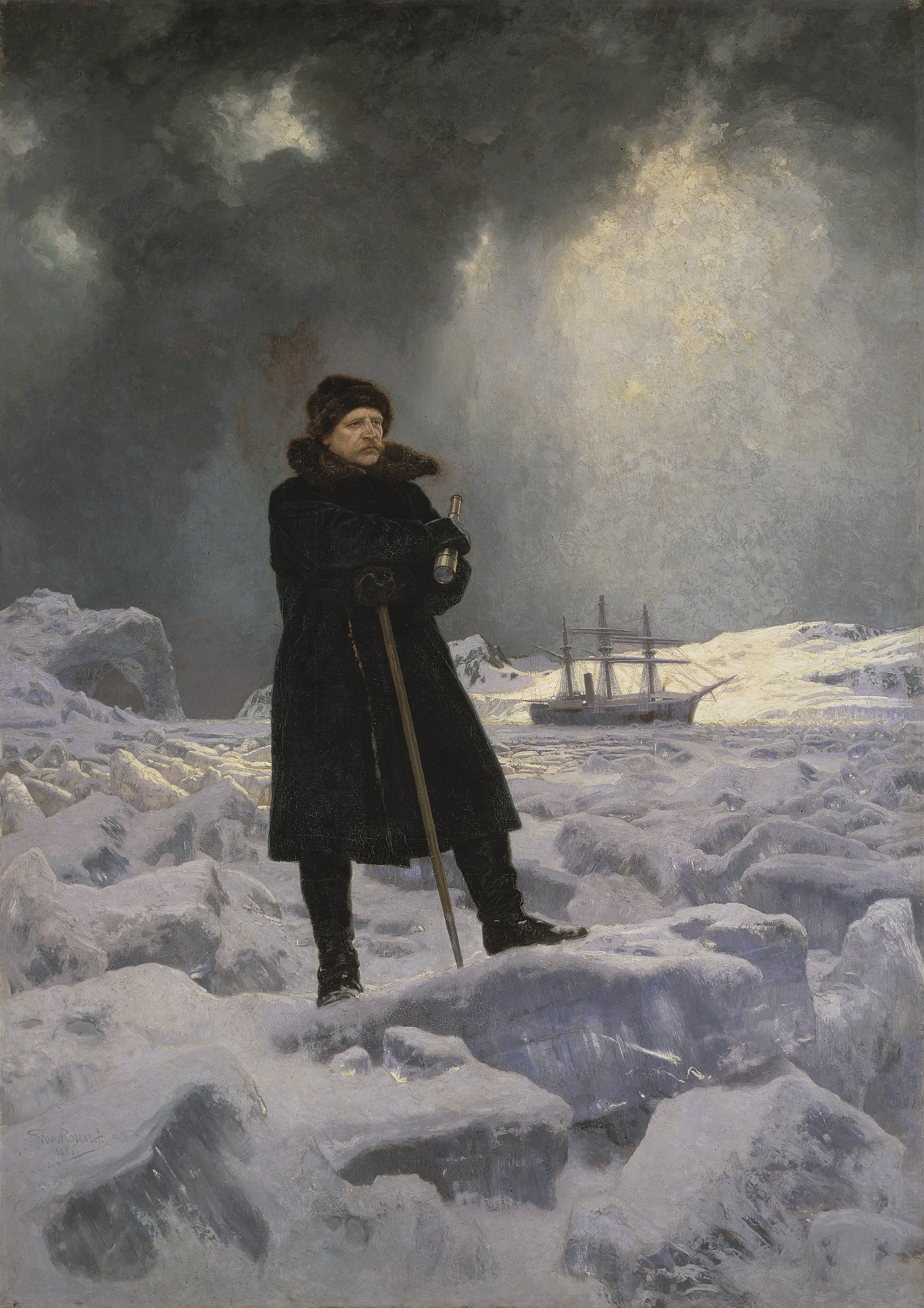
Nordenskiöld e la SS Vega (Georg von Rosen, 1886)

Lo scopo della spedizione era raccogliere materiale scientifico dall'Artico e circumnavigare l'Asia. La Vega lasciò Karlskrona il 22 giugno 1878, fece tappa a Tromsø dal 17 luglio al 21 luglio. A Tromsø, fu raggiunta dalla nave mercantile Lena, comandata da Edvard Holm Johanssen. Le navi raggiunsero capo Čeljuskin, la punta più settentrionale del continente eurasiatico, il 19 agosto 1878. La Lena navigò lungo il fiume Lena verso Jakutsk il 27 agosto, mentre Vega proseguiva verso est lungo la costa, dove solo una stretta striscia, larga un paio di miglia, era libera dai ghiacci. Il 3 settembre raggiunse le isole della Nuova Siberia e poco dopo le isole Medvež'i.
A causa dell'effetto della temperatura sui motori, l'avanzata della Vega si bloccò sulla banchisa il 28 settembre 1878, a circa 1,5 chilometri dalla costa della penisola dei Ciukci, vicino alla baia Koljučinskaja, a pochi giorni di distanza dallo stretto di Bering.
La spedizione si stabilì per l'inverno in un punto con coordinate 67°04′49″N 173°23′02″E. Durante l'inverno fu possibile svolgere ricerche scientifiche, in particolare Nordqvist condusse uno studio etnologico sui Ciukci. La Vega poté essere liberata dai ghiacci solo l'estate successiva, il 18 agosto 1879, e raggiunse lo stretto di Bering il 20 agosto. 
Il 2 settembre la Vega entrò nel porto di Yokohama, da dove fu finalmente annunciato via telegramma al mondo intero che il passaggio era stato trovato e superato per la prima volta. L'imbarcazione si fermò in Giappone per riparazioni per quasi due mesi, e ritornò in Svezia attraverso l'Oceano Indiano e il Canale di Suez (27 gennaio 1880). Il 14 febbraio la spedizione attraccò a Napoli, che divenne la prima tappa della Vega in Europa. Tornò a Stoccolma il 24 aprile 1880 dopo aver percorso 22 189 miglia nautiche.